# Victor Mukasa
Victor Juliet Mukasa (* 1975) ist Vorsitzender von Sexual Minorities Uganda (SMUG), einer Dachorganisation für LGBT-Gruppierungen in Uganda, die für alle ugandischen Lesben, Schwulen und Transpersonen zu sprechen beansprucht, sowie Mitglied im internationalen Beirat der Hirschfeld-Eddy-Stiftung. Er repräsentiert im ILGA-Welt-Vorstand den Kontinent Afrika. Mukasa ist transgeschlechtlich.

## Leben und Wirken
Victor Juliet Mukasa schloss die Schule erfolgreich ab und erhielt eine Auszeichnung bei der Banklehre. Mit 26 hatte Mukasa ein Coming-out als Lesbe. Aufgrund seiner sexuellen Identität verlor er Anstellung und Wohnung. 2002 entschloss Mukasa, sich dem Kampf um die Rechte der Lesben und Schwulen anzuschließen, verbunden mit zahlreichen Auftritten in Zeitungs- und Radio-Interviews.
In der ugandischen Zeitung Monitor fordert Mukasa ein „Ende der Hexenjagd“ auf Lesben und Schwule, nachdem eine Liste mit 45 angeblich homosexuellen Personen veröffentlicht wurde.
2005 wurde sein Haus von der Polizei ohne Durchsuchungsbefehl durchsucht und seine Freundin grundlos verhaftet. Der Fall erregte bei Menschenrechtsorganisationen weltweit Aufsehen. Er klagte die Verantwortlichen wegen dieser Übergriffe an.
Ein Radiointerview, das Victor Mukasa mit Simon Kasyate auf Monitor FM führte, gewann den Radio Journalist Award bei den CNN African Journalist of the Year Awards.
2006 sprach Mukasa vor der UN-Menschenrechtskommission in Genf und forderte Schutz von den Staaten für die Rechte transgeschlechtlicher Menschen in Afrika; er schilderte dabei, dass er sich einst in einer Kirche entkleiden musste und seine Kleider verbrannt wurden, weil der Pastor einen männlichen Geist aus ihm austreiben wollte.
Mukasa gründete African Solidarity, ein virtuelles Netzwerk von afrikanischen LGBT-Aktivisten. Er ist Gründungsmitglied von East and Horn of Africa Human Rights Defenders Network und Mitglied des geschäftsführenden Vorstands der Coalition of African.